# 我與惡魔的H生活
《我與惡魔的H生活》是原田重光擔任原作，瀨口和宏(瀬口たかひろ)負責作畫的青年漫畫。自2006年至2010年在白泉社的雜誌上連載。惡魔們為了解放封印在主角睪丸裡的恐怖女王而不斷誘惑主角的色情喜劇。

## 作品簡介
20XX年7月，依照約定，人間界必須交回原本擁有者的魔族手上。在命運之日7月1號，天使趁著埃曼紐埃爾企圖復活的空檔，將她封印在某個青年的右側睪丸中。青年名為佐藤航太，19歲的處男。只要他一射精，埃曼紐埃爾便會被解放出來而導致人類滅亡。然而，只要忍耐到7月結束，契約便會失去效用，世界便能逃過一劫。在這一個月當中，航太必須克制自己不受到惡魔們各種誘惑。
自2006年No.12（2006年11月發售）開始連載。姊妹雜誌所連載的人形少女百式之原作原田重光和瀬口たかひろ聯手的色情喜劇。之所以會有射精便會世界滅亡這種莫名其妙的設定是因為色情青年漫畫點到即止的慣例。此外站在誘惑主角立場的小惡魔愛麗絲是在重要時候會變得消極的處女，兩人一直沒有進行到最後，並漸漸的被對方吸引。
第一冊的書腰模仿體育新聞而寫著廣告標語「蛋蛋體育」，封面內側以特種行業風格介紹愛麗絲。第二集的書腰寫著「這種忍耐最厲害！2008年第一位」（惡搞這本漫畫最厲害！）。

## 登場人物
佐藤航太
本作主角。19歲，自由業，處男。睪丸內封印著恐怖女王。只要和女孩子稍微說話就會喜歡上她。有強烈的被虐傾向，被女性責罵反而會開始興奮。暗戀打工同事美奈與，被她告白後兩人正式交往，但因隱形人艾史的關係，令航太被她討厭了。明知是陷阱的誘惑，但因無法拒絕惡魔們的誘惑，每次都差點射精而讓世界毀滅。與愛麗絲立下契約，將靈魂出賣給她。
愛麗絲
本作主要角色。有著乳牙和貧乳的小惡魔。個性是所謂的傲嬌。拼命想誘惑主角，卻因為沒有男性經驗而反覆在緊要關頭把主角揍倒。感情會表現在頭上的羽毛和尾巴的動作上。从她的态度可以很明顯的看出她对航太有好感，不过本人似乎对此没有自觉。與航太立下契約，在航太沒有意識時可隨意控制他，如果航太不服從她的命令的話就會感到痛不欲生。(最後與佐藤 航太交往)
愛琳
童顏巨乳的魅魔。語尾為裝可愛的與等語氣。是能用視線強姦對手的專家，將航太逼進絕處。
埃曼紐埃爾
恐怖女王。外表為典型的SM女王。平常被封印在主角右邊的睪丸中而全身沾滿精液。由於愛麗絲靠不住而企圖自行脫出，出現在航太的夢中企圖讓他夢遺。
相澤美奈與
和主角一起打工的店員。擁有傲人身材的氣質美少女。平常是個非常純真的女生，但於醉酒後會進入淫亂模式。酒醒後會忘掉所有酒醉期間的記憶，但於再次醉酒後又會回復。航太暗戀的女性，本人也對航太有好感，後來她向航太告白後兩人正式交往，但因隱形人艾史的關係，而令她討厭航太，但其後破鏡重圓。在航太被惡魔追捕時曾收留他。
店長
航太打工處的店長。外表和個性都像黑道。
老爺爺
把埃曼紐埃爾封印在航太睪丸裡的天使爺爺，真實身分是大天使米迦勒。

## 出版書籍
1. ISBN 978-4-592-14411-3 2007年9月5日發行（2007年8月29日發售）
2. ISBN 978-4-592-14412-0 2008年4月5日發行（2008年3月28日發售）
3. ISBN 978-4-592-14413-7 2008年10月5日發行（2008年9月29日發售）
4. ISBN 978-4-592-14414-4 2009年7月5日發行（2009年6月29日發售）
5. ISBN 978-4-592-14415-1 2010年2月5日發行（2010年1月29日發售）
6. ISBN 978-4-5921-4416-8 2010年5月5日发行（2010年4月28日发售）

## 外部連結
- （作畫的個人網站）（日語）